# مودت قادين أفندي
مودت قادين أفندي هي زوجة السلطان العثماني محمد السادس العثماني. وُلدت في 12 أكتوبر 1893 في آدابازاري، وتوفيت في 1951 في جنكل كوي ‏.

## الأبناء
- محمد أرطغرل أفندي  [لغات أخرى]‏